# Wansleben am See
Wansleben am See is een plaats en voormalige gemeente in de Duitse deelstaat Saksen-Anhalt, en maakt deel uit van de Landkreis Mansfeld-Südharz.
Wansleben am See telt 1.840 inwoners.